# Dermogenys sumatrana
Dermogenys sumatrana är en fiskart som först beskrevs av Bleeker, 1853.  Dermogenys sumatrana ingår i släktet Dermogenys och familjen Hemiramphidae. Inga underarter finns listade i Catalogue of Life.